# Hermanstjärnen, Ångermanland
Hermanstjärnen är en sjö i Örnsköldsviks kommun i Ångermanland och ingår i Moälvens huvudavrinningsområde.